# Flushing Line
De Flushing Line is een metrolijntraject van de metro van New York. Het is een van de lijnen van de A Division. De lijn is aangelegd door de IRT en loopt van Flushing in het stadsdeel Queens naar Hudson Yards in Manhattan. Lijn 7 (en de sneltrein of express 7d tijdens de spits in de drukste richting) maakt gebruik van dit traject. Op 13 september 2015 werd de verlenging van de lijn tussen Times Square en Hudson Yards geopend. Sindsdien is het westelijke eindpunt 34th Street-Hudson Yards.
Voordat de lijn tot aan Flushing geopend was heette de lijn de Corona Line of Woodside and Corona Line. Tot 1949 heette het traject tussen Times Square en Queensboro Plaza de Queensboro Line.
 ·  ·  ·  ·  ·  ·  ·  ·  · 